# قانون پائو
از جمله مهمترین مطالعات اولیه‌ای که دربارهٔ بهره‌وری علمی به انجام رسید می‌توان به مطالعات پائو اشاره کرد. این مطالعات در نهایت به ارائهٔ قانون پائو توسط وی منجر شد. منظور از قاعدهٔ پائو روشی است که او در سال ۱۹۸۵ برای بررسی انطباق قاعده لوتکا تشریح کرد؛ این روش بسیار نزدیک به روش به کار رفته لوتکا بود.
قاعده پائو به شیوه‌ای متفاوت از قاعده لوتکا، رابطهٔ میان نویسندگان و مقالات آنها را بررسی می‌کند و به گردآوری داده‌ها، محاسبه توان n، مقدار ثابت c و آزمون کولموگروف-اسمیرنوف نیازمند است.
باوجود شباهت‌های بنیادی میان قانون پائو با قانون لوتکا، باید توجه داشت که مطالعه پائو از برخی جنبه‌ها از کار لوتکا متفاوت بود؛ یکی از این تفاوت‌ها در نحوهٔ محاسبهٔ تعداد نویسندگان بود. لوتکا در شمارش نویسندگان، فقط نویسندگان اول مقاله‌ها را در نظر می‌گرفت؛ درحالی که پائو معتقد بود که باید همهٔ نویسندگان یک مقاله شمرده شوند.